# 亚瑟·爱丁顿
亚瑟·斯坦利·爱丁顿爵士，OM，FRS（英語：Sir Arthur Stanley Eddington，英語發音[ˈɑːθə ˈstænli ˈedɪŋtən]，1882年12月28日—1944年11月22日），英国天體物理學家、数学家，是第一个用英语宣讲相对论的科学家，自然界密实（非中空）物体的发光强度极限被命名为“爱丁顿极限”。
在第一次世界大战期间，英国人并不太清楚德国的科学进展，爱丁顿在1919年写了“重力的相对理论报导”，第一次向英语世界介绍了爱因斯坦的广义相对论理论。

## 生平
爱丁顿出生于英格兰肯达尔一个贵格会家庭，父亲是一个中学校长，死于1884年席卷英格兰的伤寒大流行，他的母亲独立承担抚养他们姐弟俩的责任。爱丁顿幼年是在家中随母亲学习。1893年他进入布里麦伦学校，他显示出在数学和英国文学方面的天才。1898年他获得60英镑的奖学金，年僅16歲得以進入曼徹斯特歐文斯學院（後改組為今日的曼徹斯特大學）学习物理学，1902年以优异成绩获得科学学士学位。
因为突出的成绩，获得剑桥大学三一学院75英镑的奖学金，1905年获三一学院硕士学位，进入卡文迪许实验室研究热辐射。
1905年他到格林威治天文台工作，分析小行星爱神星的视差，他发现了一种基于背景两颗星星的位移进行统计的方法，因此于1907年获得史密斯奖。这个奖项使他获得剑桥大学的研究员资格。1912年达尔文的儿子，剑桥大学的终身教授去世，爱丁顿被推荐接替他的职位。1913年初，爱丁顿被任命为剑桥大学天文学和实验物理学终身教授。1914年被任命为剑桥大学天文台台长，不久就被选为英国皇家学会会员。
第一次世界大战期间，他被要求服兵役，但由于他信仰贵格会，同时又是一个和平主义者，他拒绝服兵役，他的同事以他在科学研究方面的重要作用为由，成功地要求政府免除了他的兵役。
一战过后，爱丁顿率领观测队在西非普林西比岛观测1919年5月29日的日全食，拍摄日全食时太阳附近的星星位置，根据广义相对论理论，太阳的重力会使光线弯曲，太阳附近的星星视位置会变化。爱丁顿的观测证实了爱因斯坦的理论，是当然科学界的重大事件。但后来的分析显示，爱丁顿的数据的误差和他们想测量的相对论效应差不多大，可以说是歪打正着。
爱丁顿还从理论上研究恒星内部的结构，提出恒星由向内的重力和向外的光辐射压力维持平衡，内部是高温的离子化状态的气体，相当于理想气体。经过他的数学模型计算，他解释了造父变星的变化周期理论。

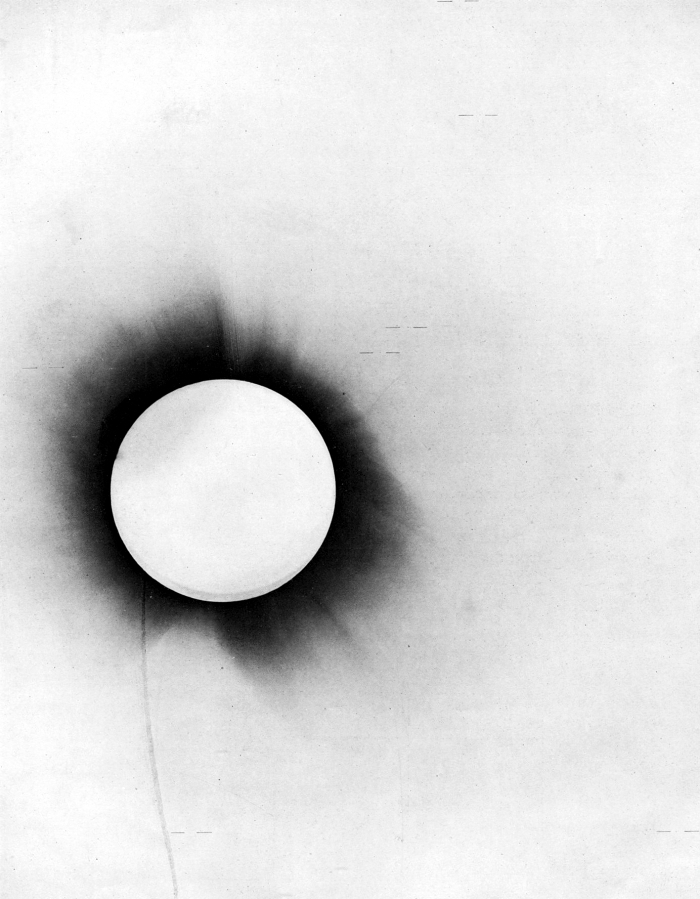
爱丁顿拍照的1919年日食

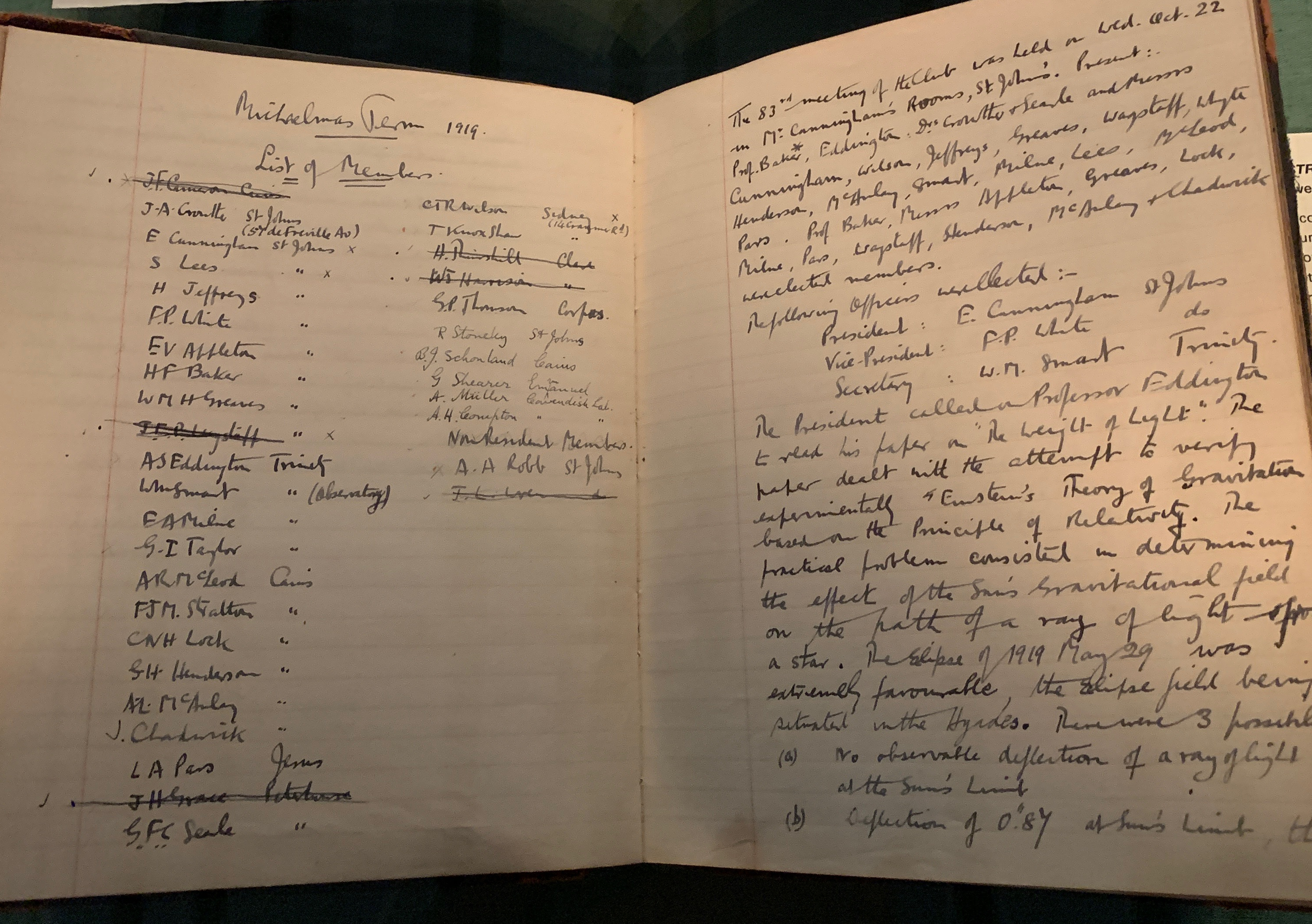

1920年，爱丁顿第一个提出恒星的能量来源于核聚变，为此他和詹姆士·金斯爵士进行了一场旷日持久的辩论，直到1939年美国天文学家汉斯·贝特计算出太阳的能源是氢原子经过四步核聚变反应形成氦才算结束。
1923年他出版了《相对论的数学理论》，爱因斯坦认为这本书是：“在所有语言中是表达这个主题最好的版本”。
从1920年开始，直到他去世，他一直致力于将量子理论、相对论和重力理论统一起来，形成一个“基本理论”，到晚年几乎达到痴迷的程度。他确信质子的质量和电子电荷的数值不是偶然形成的，是“为了形成宇宙的自然和完美的特性”。
由于他过于相信自然的完整，当时对微細構造常數α的数值测量接近1/136，他坚持必须应该是1/136整，后来更精确的测量证明是接近1/137，他又宣称必须是1/137整，但实际目前最精确的测量证明是1/137.035 999 76(50)。学生给他取了一个昵称""。
他没有能完成自己的研究，爱丁顿于1944年在剑桥逝世，他的著作《基本理论》直到1946年才出版。
他在逝世前，1938年，他担任了国际天文学联合会主席。直到去世。
他在晚年激烈地反对印度科学家苏布拉马尼扬·钱德拉塞卡提出的关于白矮星的最大质量限界理论，苏布拉马尼扬·钱德拉塞卡认为超过这个界限，恒星的坍塌会形成中子星、夸克星，直到黑洞。事实证实苏布拉马尼扬·钱德拉塞卡是正确的，他为此获得了1983年诺贝尔物理学奖。

## 天文學
愛丁頓在1906年1月在英國格林威治天文臺被任命為英國天文學家主任助理的職位，在接下來的幾個月他離開位於格林威治的劍橋。自1900年他開始投入於詳細分析在底片上爱神星的視差之工作，他發展了一種新的統計方法，基於兩個明顯漂移的背景恆星，使他在1907年贏得了史密斯獎，該獎項為他贏得了劍橋大學三一學院的獎學金。在1912年12月，查爾斯·達爾文的兒子喬治·達爾文突然死亡，並在1913年初，愛丁頓被提拔接任他的職位，當Plumian天文學和實驗哲學的教授。在那年之後，精於理論的Lowndean主席的持有人羅伯特·伯爾也死了，隔年，愛丁頓被提名為整個劍橋天文台的台長。在1914年5月，他當選為英國皇家學會的院士，並在1918年獲得英國皇家學會的勳章，以及在1926年發表他們的Bakerian演講。
愛丁頓還研究了恆星內部的通過理論，並開發了第一個真正了解恆星的過程。他在1916年開始做這項關於造父變星可能的物理研究做解釋，他開始藉由擴大卡爾·史瓦西早期作用在埃姆登多方模型中的輻射壓。這些模型把恆星當作一個球體的氣體藉由內部的熱壓阻止違反地心引力，而愛丁頓主要附加說明之一的是輻射壓是必要的，以防止球體萎陷。儘管他明知他的模型在恆星內部對於理解不透明度和能源的產生缺乏堅實的基座，然而他的結果提供了溫度的計算，密度和壓力都是恆星內部的論點，而愛丁頓主張他的理論對於深一層的天體物理學研究是非常有用的，儘管沒有完全地被公認為物理，都應予以基本上的保留。詹姆士·金斯提供了重要的建議，恆星物質一定會被電離，但這結束了兩者之間的任何合作。詹姆士·金斯因為他們熱烈的辯論而變得有名。
愛丁頓藉由指著他實驗結果的效用，為他的方法辯護，特別是他重要的質量光度關係。這有意想不到的結果顯示，幾乎所有的恆星，包括巨大的和矮小的，都表現為理想氣體。在開發他的恆星模型的過程中，他企圖推翻現今有關恆星能量來源的想法。金斯和其他人辯論凱爾赫姆霍茲結構基本上算是正統的力學，而愛丁頓大致上推測關於定性和定量的結果可能會使質子和電子毀滅和核融合的過程。

## 名言
有记者问爱丁顿说是否全世界只有三个人真正懂得相对论，爱丁顿思考了一下，回答“我正在想第三个人是谁？”
爱丁顿曾说，“我认为，熵增原则——即热力学第二定律——是自然界所有定律中至高无上的。如果有人指出你的宇宙理论与麦克斯韦方程不符——那么麦克斯韦方程可能有不对；如果你的宇宙理论与观测相矛盾——嗯，观测的人有时也会把事情搞错；但是如果你的理论违背了热力学第二定律，我就敢说你没有指望了，你的理论只有丢尽脸、垮台。”

## 著作
爱丁顿也写过许多科普著作，最著名的是他在1929年阐述过一个“无限猴子理论”，就是说“如果许多猴子任意敲打打字机键，最终可能会写出大英博物馆所有的书”。
- 《恒星和原子》 1926年
- 《恒星内部结构》 1926年
- 《基本理论》 1946年
- 《科学和未知世界》 1929年
- 《膨胀着的宇宙：天文学的重要数据》 1900年-1931年
- 《质子和电子的相对论》  1936年
- 《物理世界的性质》 1928年
- 《科学的新道路》 1935年
- 《空间、时间和引力：广义相对论进阶》 1920年
- 《物理学的哲学》
- 《物理学的领域》